# 约翰·兰德施泰纳
约翰·兰德施泰纳（英語：John Landsteiner，1990年5月19日—），美国男子冰壶运动员。他曾代表美国获得2018年冬季奥运会冰壶比赛男子团体金牌。他也参加了2014年冬季奥运会。